# جيمي هاميلتون
جيمي هاميلتون (بالإنجليزية: Jimmy Hamilton)‏ (1 يناير 1904 في المملكة المتحدة - ) هو مدير ومدرب كرة قدم ولاعب كرة قدم إنجليزي في مركز الوسط. لعب مع كريستال بالاس ونادي هارتلبول يونايتد ونادي غيتزهد.

## وصلات خارجية
- جيمي هاميلتون على موقع قاعدة بيانات كرة القدم.إي يو (الإنجليزية)